# Joseph Reinach
Pour les articles homonymes, voir Reinach.
Joseph Reinach, né le 30 septembre 1856 à Paris où il est mort le 18 avril 1921, est un journaliste et homme politique français, connu surtout pour son engagement dans l'affaire Dreyfus.

## Biographie

### Famille
Fils d'un banquier d'origine juive allemande, frère aîné de l'archéologue Salomon Reinach et de l'historien Théodore Reinach, il fait ses études au lycée Condorcet, avant de s'inscrire à la faculté de droit. Il devient avocat et est admis au barreau de Paris en 1877.
Il est également le petit-cousin et gendre du banquier Jacques de Reinach qui organisa la corruption de la presse et du personnel politique qui débouchera sur le scandale de Panama.
Son fils Adolphe, gendre de Mathieu Dreyfus, qui avait entamé une brillante carrière d'archéologue comme ses oncles, est mobilisé au 46e RI quand éclate la Première Guerre mondiale. Sous-lieutenant, il est tué le 31 août 1914 dans les Ardennes.

### Début de carrière journalistique et politique
Son article « La Serbie et le Monténégro », publié dans La Revue bleue, attire l'attention de Gambetta qui l'invite à collaborer au journal La République française, dont il prendra plus tard la direction. Gambetta en fait son chef de cabinet entre 1881 et 1882. À la mort de ce dernier, Reinach s'engage du côté des Républicains opportunistes et mène une campagne passionnée contre le général Boulanger, qui lui vaudra d'être provoqué en duel par Paul Déroulède. En 1889, il est élu député des Basses-Alpes, où il sera réélu en 1893.

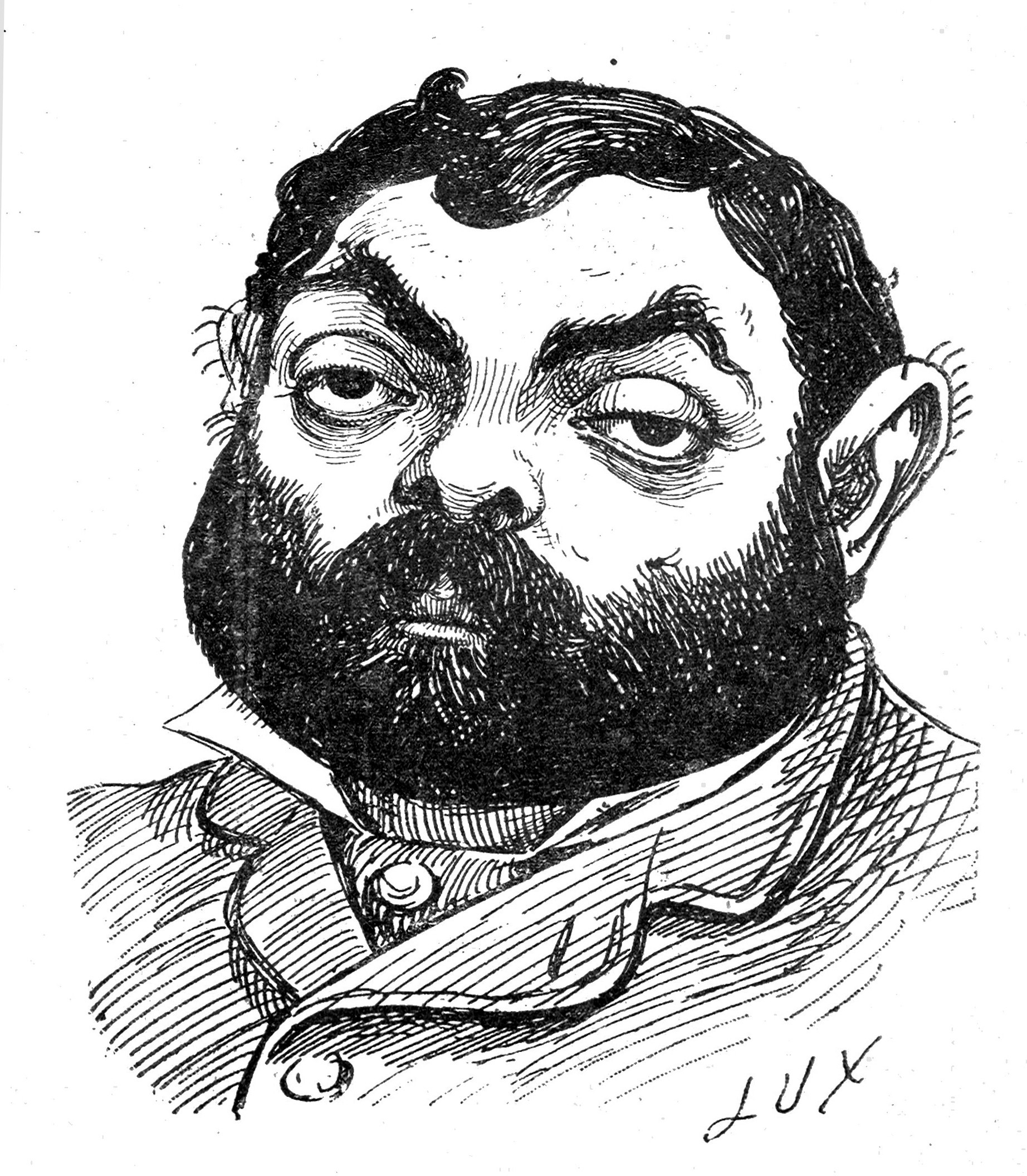
Caricature due à Émile Lux et parue dans La Libre Parole du 12 août 1893.

Chevalier de la Légion d'honneur en 1886, Reinach publie des articles dans la Revue des deux Mondes, La Grande Revue, La Revue des fruits et légumes (vérifier cette référence, elle semble humoristique et non repérée par les spécialistes) et La Revue britannique.
Lors de la disparition brutale de son beau-père Jacques de Reinach, le 20 novembre 1892, du fait du scandale de Panama, il brûle les papiers de son beau-père, liés à la corruption et à l'affaire.

### Combat pour Alfred Dreyfus
Dès 1894, il prend la défense de Dreyfus, sollicitant le président de la République Jean Casimir-Perier pour que le jugement ne se déroule pas à huis clos et dénonçant dans le journal Le Siècle les faux ajoutés au dossier par le colonel Henry, ce qui lui vaudra d'être poursuivi pour diffamation par la veuve de ce dernier en 1898. En 1897, il s'associe à Auguste Scheurer-Kestner pour obtenir la révision du procès. Ses prises de positions contribuent au ralliement de personnalités comme Anatole Leroy-Beaulieu et Gabriel Monod. Mais, attaqué par la presse nationaliste, il perd son siège de député en mai 1898.
Il participe alors à la création de la Ligue des droits de l'homme et du citoyen dont la première assemblée générale se tient quelques jours plus tard.
En 1906, il retrouve son siège de député, qu'il conserve jusqu'en 1914. Il est attaqué tout au long de sa carrière par le courant antisémite, étant nommé en 1910 dans la dernière interpellation ouvertement antisémite de la Troisième République déposée à la Chambre des députés, par l'ex-boulangiste Jules Delahaye, devenu proche de l'Action française.

### Œuvre d'historien
Il rédigea sa monumentale Histoire de l'affaire Dreyfus , qui paraît en 1901 et qui compte sept volumes, après la réhabilitation de Dreyfus dix ans plus tard. 
Outre son ouvrage de référence sur l'affaire Dreyfus, Reinach a publié une quantité d'ouvrages politiques et historiques. Il laisse aussi une quantité de documents sur Gambetta, dont les discours auxquels il a participé, et sur la Grande Guerre pendant laquelle il publia des éditoriaux sous le pseudonyme de «Polibe».

## Ouvrages
- La République ou le gâchis, 1877
- Voyage en Orient, 2 volumes, Charpentier, Paris, 1879
- Du Rétablissement du scrutin de liste, 1880
- Les Récidivistes, 1882
- Léon Gambetta, Alcan, 1884
- Le ministère Gambetta, histoire et doctrine, Charpentier, 1884
- Le ministère Clemenceau, 1885
- Les Lois de la République, 1885-86
- Traduction de la logique parlementaire de Hamilton, 1886
- (avec Charles Richet), Manuel franco-arabe, Delagrave, 1888
- (avec Charles Richet), Manuel de l'enseignement primaire, Delagrave, 1888
- Les Petites Catilinaires, recueil d’articles contre Boulanger, 3 vol., 1889
- Études de littérature et d'histoire, Hachette, 1889, 409 p
- La Politique opportuniste, 1890
- La France et l'Italie devant l'Histoire, Alcan, 1893
- Mon compte-rendu, recueil de ses discours, 1893
- Diderot, P., Hachette, 1894
- Pages républicaines, Alcan, 1894
- L'Éloquence politique depuis la Révolution française jusqu'à nos jours, 1894
- Démagogues et socialistes, 1895
- L'Éducation politique, histoire d'un idéal, Chailley, 1896
- Essais de politique et d'Histoire, 1898
- Une erreur judiciaire sous Louis XIV : Raphael Lévy, 1898
- L'Affaire Dreyfus. Les faussaires, Stock, 1898
- L'Affaire Dreyfus. Le curé de Fréjus ou les preuves morales, Stock, Paris, 1898
- L'Affaire Dreyfus. La voix de l'île, Stock, 1898
- L'Affaire Dreyfus. Le crépuscule des traîtres, Stock, 1898
- L'Affaire Dreyfus. Vers la justice par la vérité, Stock, 1898
- L'Affaire Dreyfus. Une conscience politique, le lieutenant-colonel Picquart, Stock, 1898
- L'Affaire Dreyfus. Le Crépuscule des traîtres, Stock, 1899
- L'Affaire Dreyfus. Les faits nouveaux, Stock, 1899
- Tout le crime, 1900
- Les Blés d'hiver, 1901
- Histoire de l'Affaire Dreyfus, 1901
- Mes comptes rendus, discours, propositions et rapports..., 1911
- La réforme électorale, Fasquelle, 1912
- Récits et portraits contemporains, Alcan, 1915
- L'Alsace-Lorraine devant l'histoire, Berger-Levrault, 1916
- La Vie politique de Léon Gambetta. Félix Alcan, 1918
- La Grèce devant le Congrès, Boivin, 1919
- Les Discours de Gambetta (11 volumes), Les Discours et les dépêches de Gambetta pendant la guerre franco-allemande (2 volumes), Les Discours de Challemel-Lacour.